# Грум, Карл

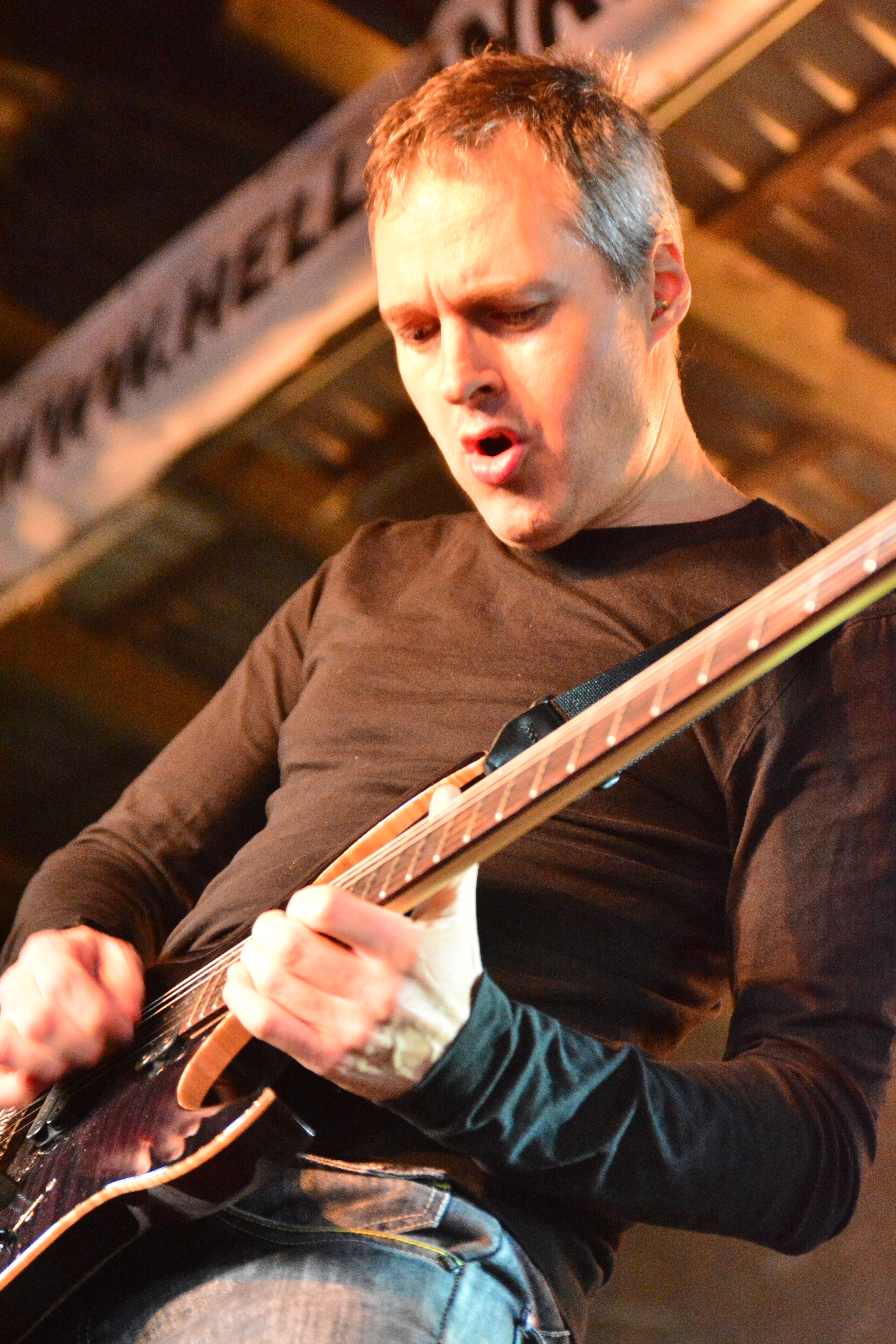
2015 год

Карл Энтони Грум (англ. Karl Antony Groom, род. 13 февраля 1964) — британский гитарист. Наиболее известен как гитарист британской группы Threshold.

## Карьера
Поначалу Карл Грум играл в группе Shadowland, также принимал участие в супергруппе Casino и был записан гитаристом в альбоме MyEarthDream группы Edenbridge. Карл Грум продюсировал альбомы таких групп как Arena, ShadowKeep, Intense, Pendragon и DragonForce.

## Дискография
Casino:
- 1992: Casino

Shadowland:
- 1992: Ring of Roses
- 1994: Through the Looking Glass
- 1996: Mad as a Hatter

Threshold:
- 1993: Wounded Land
- 1994: Psychedelicatessen
- 1995: Livedelica
- 1997: Extinct Instinct
- 1998: Clone
- 1999: Decadent
- 2001: Hypothetical
- 2002:
  - Concert in Paris
  - Critical Mass
- 2003:
  - Wireless: Acoustic Sessions
  - Critical Energy
- 2004:
  - Subsurface
  - Replica
- 2006: Surface to Stage
- 2007:
  - Dead Reckoning
  - The Ravages of Time: The Best Of Threshold
- 2009: Paradox: The Singles Collection